# ウェイク・ベイ・ドゥールステーデの風車
『ウェイク・ベイ・ドゥールステーデの風車』（ウェイク・ベイ・ドゥールステーデのふうしゃ、蘭: De molen bij Wijk bij Duurstede、英: Windmill at Wijk bij Duurstede）は、オランダ黄金時代の頂点をなす風景画家ヤーコプ・ファン・ロイスダールが1670年ごろ、キャンバス上に油彩で制作した絵画である。下から見上げたレンガ造りの風車が、暗い雲に覆われた空に立っている。陽光が雲間から漏れ、水面や地面に光の斑を描き出している。ロイスダールは、単純なオランダの川の景色をもとに印象的な絵画を作り出そうとしたのである。本作は、アムステルダム博物館から寄託の形でアムステルダム国立美術館の「栄誉の間」(Gallery of Honour) に展示されている。

## 作品
作品は、ユトレヒトから20キロメートルほどの川岸にある町であるウェイク・ベイ・ドゥールステーデを描いている。ここには大きな円筒型の風車があり、それは川の土手や舟の帆と調和し、光と影の対比が、事物と空間の密接な集合体と協調している。細部にわたる注意深さは驚異的である。美術史家のシーモア・スライヴは、航空エンジニアリングと水文学的観点から見て、風車の帆と川の波に見られる正確な細部表現は、最良の水準であると報告している。
ロイスダールがいつこの『風車』を描いたのかは判然としていない。1653年以降のほとんどすべての彼の作品と同様に、制作年が記されていない。この年度以降の作品の制作年を特定するのは、ほぼ推量の域を出ないが、本作は1670年に制作されたものと想定されている。
他の多くのロイスダールの作品とは異なり、『風車』はオランダ人の所有であり続けたようである。作品は、知られていない時期にアドリアーン・ファン・デル・ホープにより取得され、1854年に新たにできたアムステルダム美術館に遺贈された。1885年7月30日よりアムステルダム国立美術館に寄託の形で展示されている。本作の変わることのない人気は、レンブラントの『夜警』とフェルメールの『デルフト眺望』に次ぎ、その絵葉書が3番目の売り上げとなっていることにも顕れている。

## 別のウェイク・ベイ・ドゥールステーデの風車
ロイスダールの描いた風車はもはや現存していないが、その基部は今もみることができる。さらに、200-300メートルほど離れたところにある別の風車がロイスダールの風車としばしば混同されている。このように混同されるようになったのは、研究者ホフステーデ・デ・フロートが1911年に絵画について以下のように記述したことによる。 
ライン川が左手奥から流れてきており、手前に見える右手の細い土手を除き、ほぼすべての前景を覆っている。土手には杭が並んでいる。前景中央の土手には葦が伸びている。右手の中景には、大きな石の風車があり、その背後には帆があって、左側に傾いている。それは、周囲の低い樹々と、その向こうのドゥールステーデ城よりもずっと高く聳えている。風車の右側には小屋がある。ずっと右側には、街の教会の尖塔が伸びている。右手の土手沿いの道には、3人の女性がいる。右側の前景には、2つの標石がある。左側遠景の川には、2艘のヨットがある。ヨットの右側の、川の流れの曲がっているところには、2本のマストが伸びている。曇り空。風車は、ライン川が分かれて、レック川とクロメ・ライン川になる場所に今も立っている。しかし、絵画に見られるほど高くはない。基部は今、四角であり、丸くはなく、その中に小道が通っている。風車の周りの樹々が見えるところには今、家々が立っている。ロイスダールの最良の絵画の1つ[183番と936番を参照]。

画面下の右側に完全な署名。キャンバス、縦33インチ、横40インチ。L. C. van Kesteren、W. Steelink the elder、J. H. Graadt van Roggenにより版画化。売却歴。1841年、Noe。アムステルダムのアドリアーン・ファン・デル・ホープのコレクション。1854年、アムステルダム市に遺贈。1910年、ファン・デル・ホープ寄贈により、アムステルダム国立美術館ヘ。カタログ番号2074。

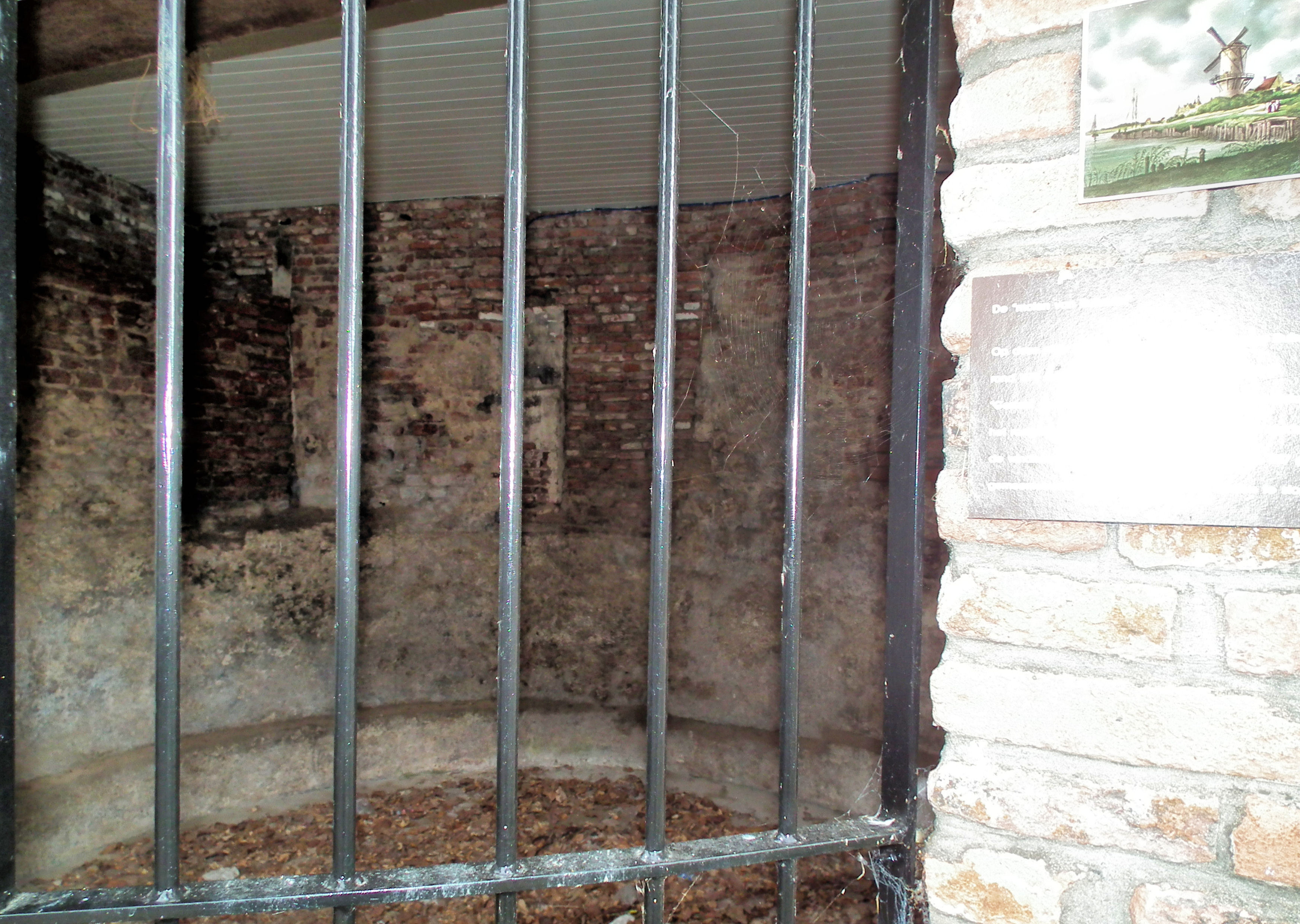
本来の風車の現存部分。
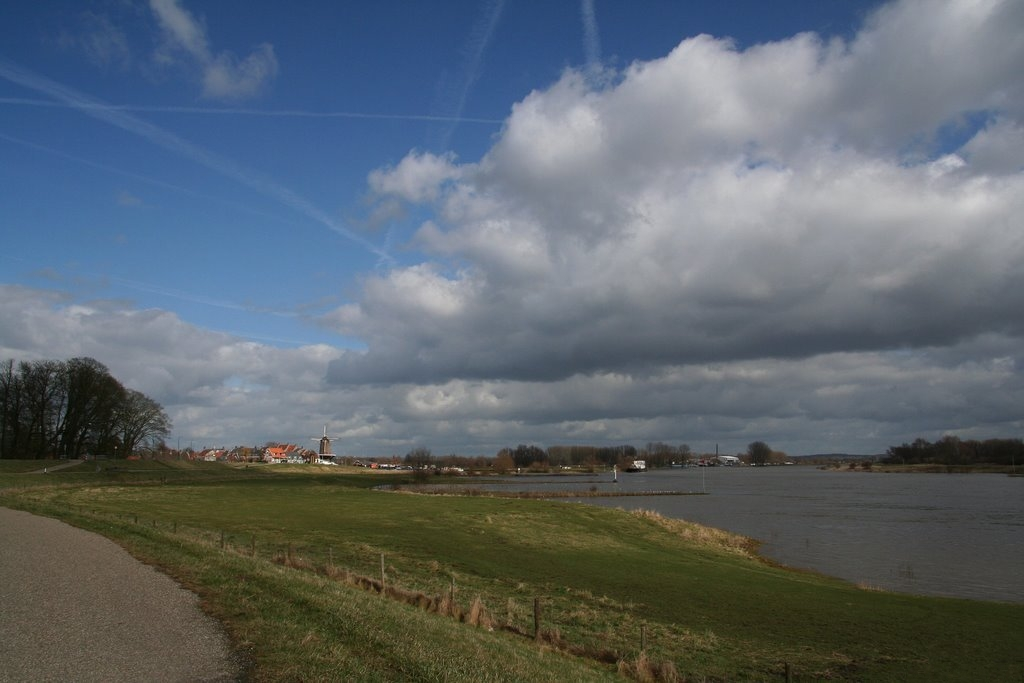
ウェイク・ベイ・ドゥールステーデの空
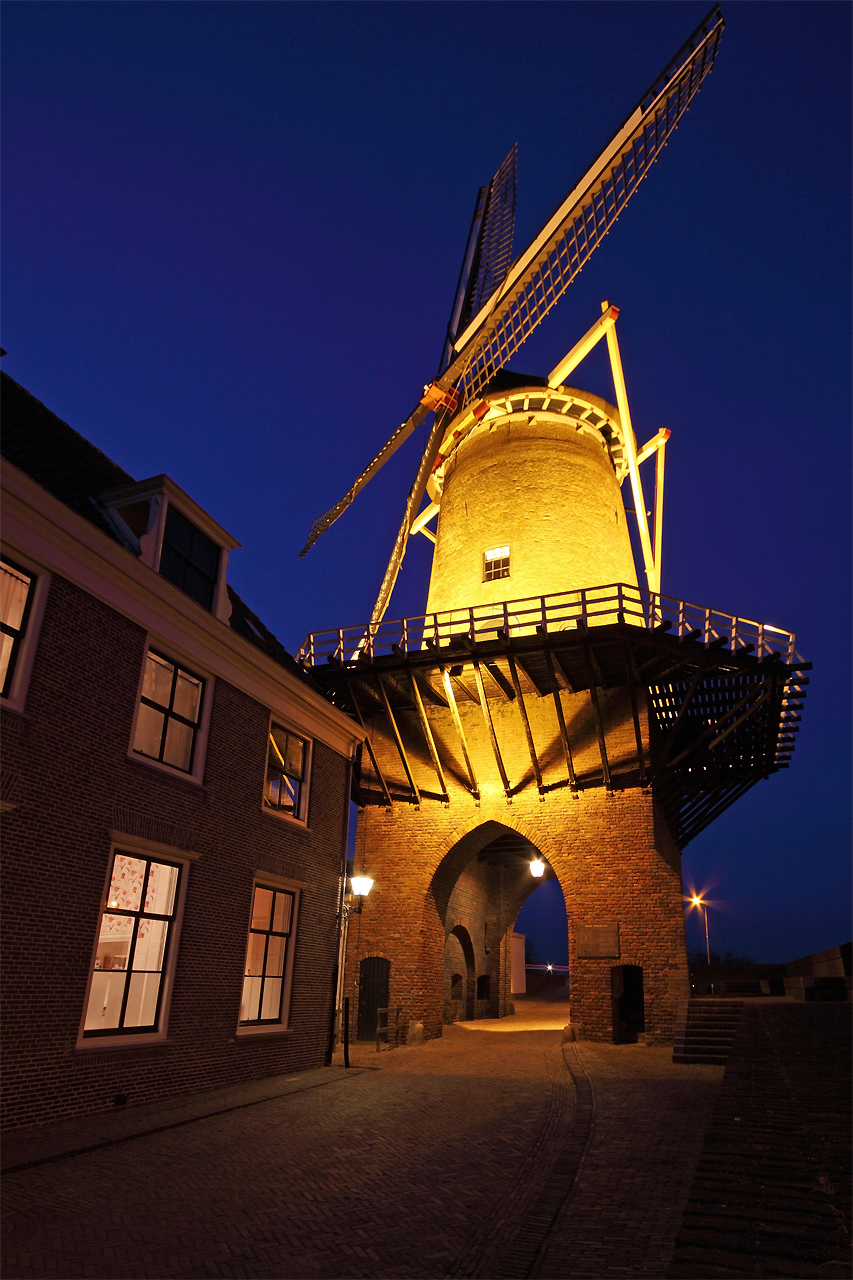
別のウェイク・ベイ・ドゥールステーデの風車の夜景

## 類似作品
本作の情景は、他のロイスダールの (特定されていない) 風車の眺望と類似している。ロイスダールの本作は、ジョン・コンスタブルなど後の風景画家を触発した。

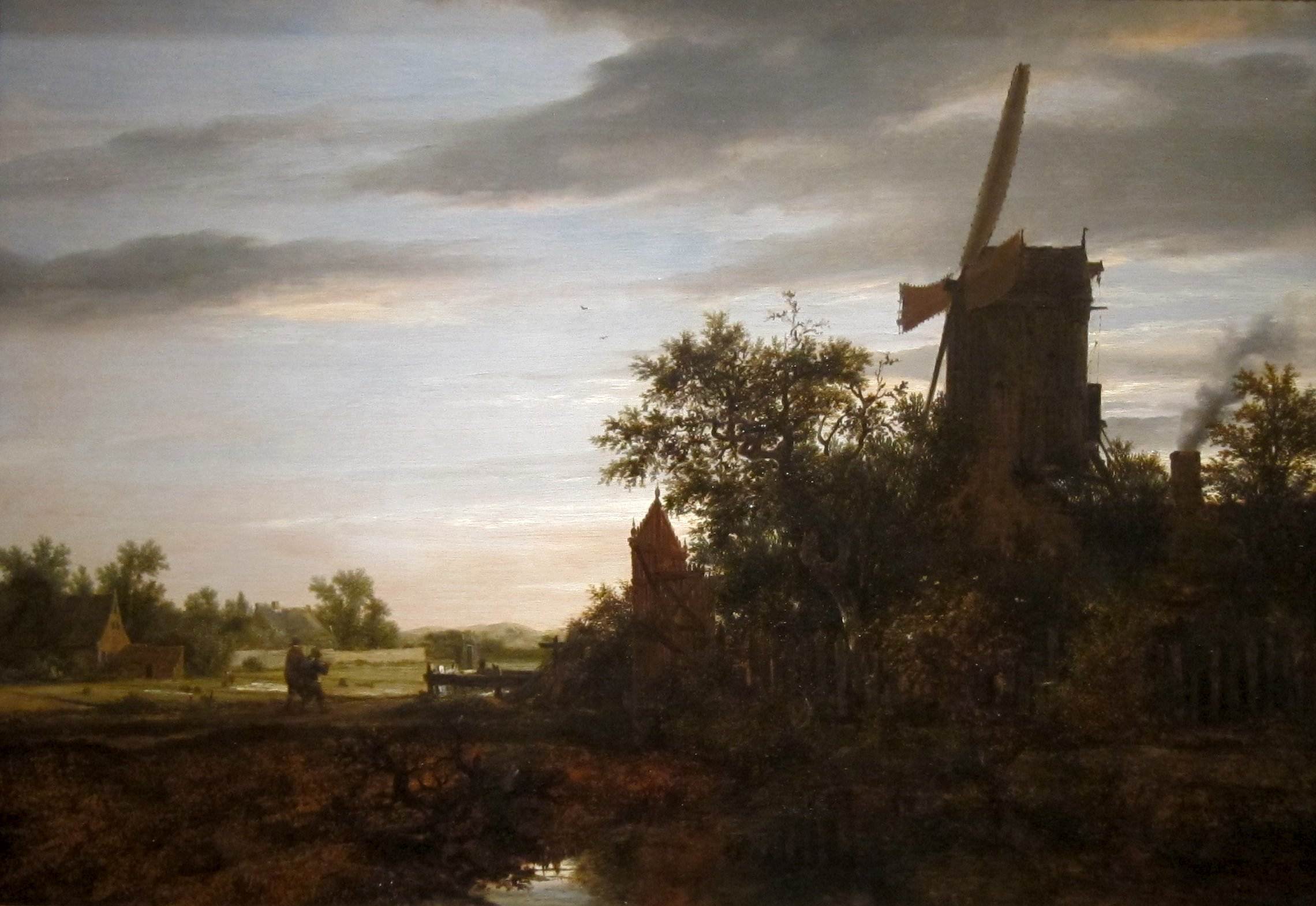
クリーブランド美術館蔵
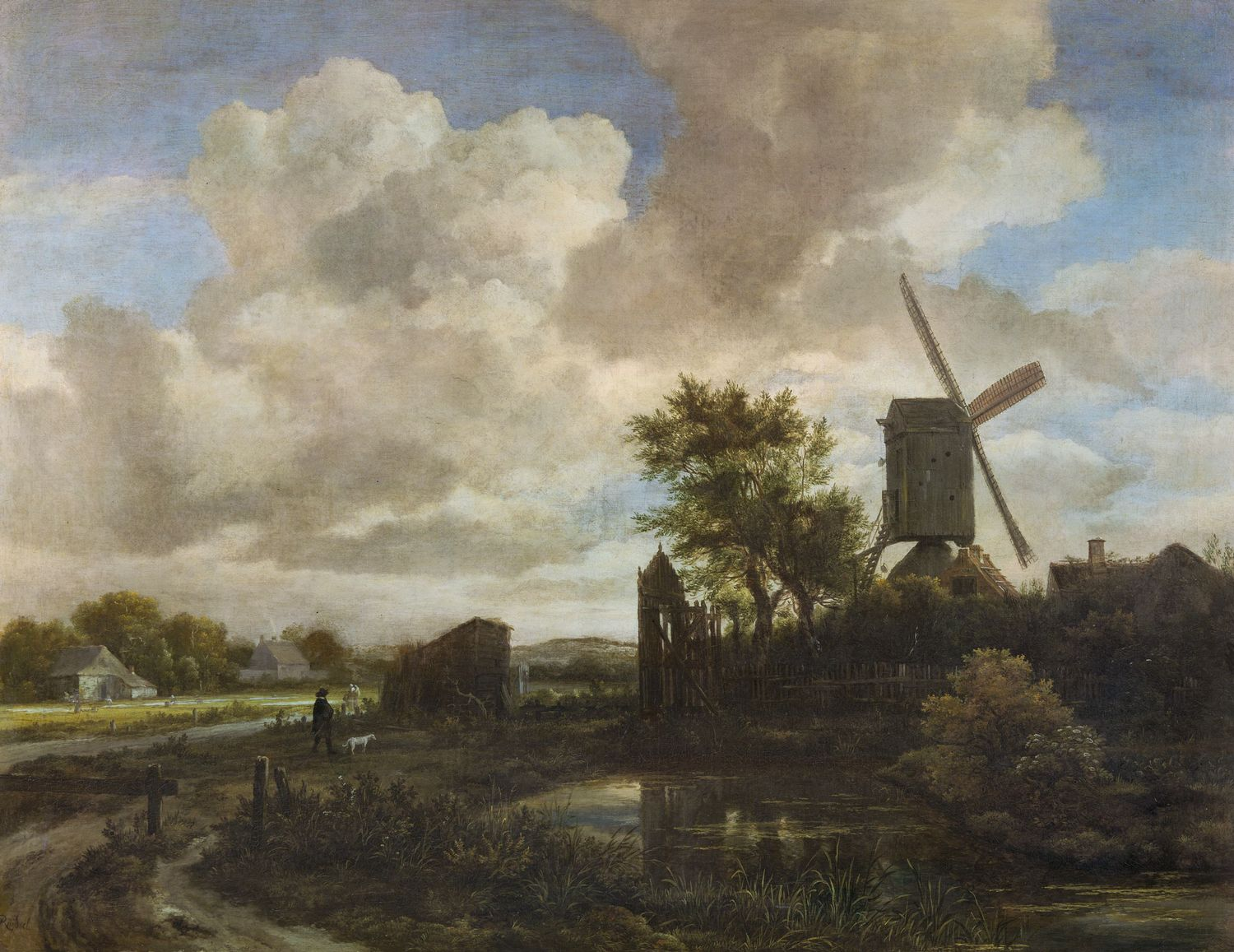
ロイヤル・コレクション蔵
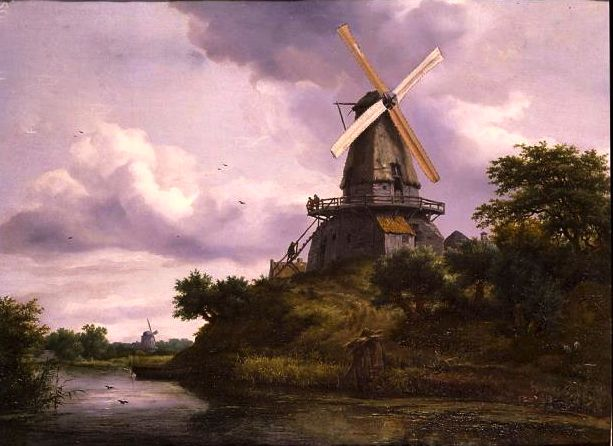
個人蔵
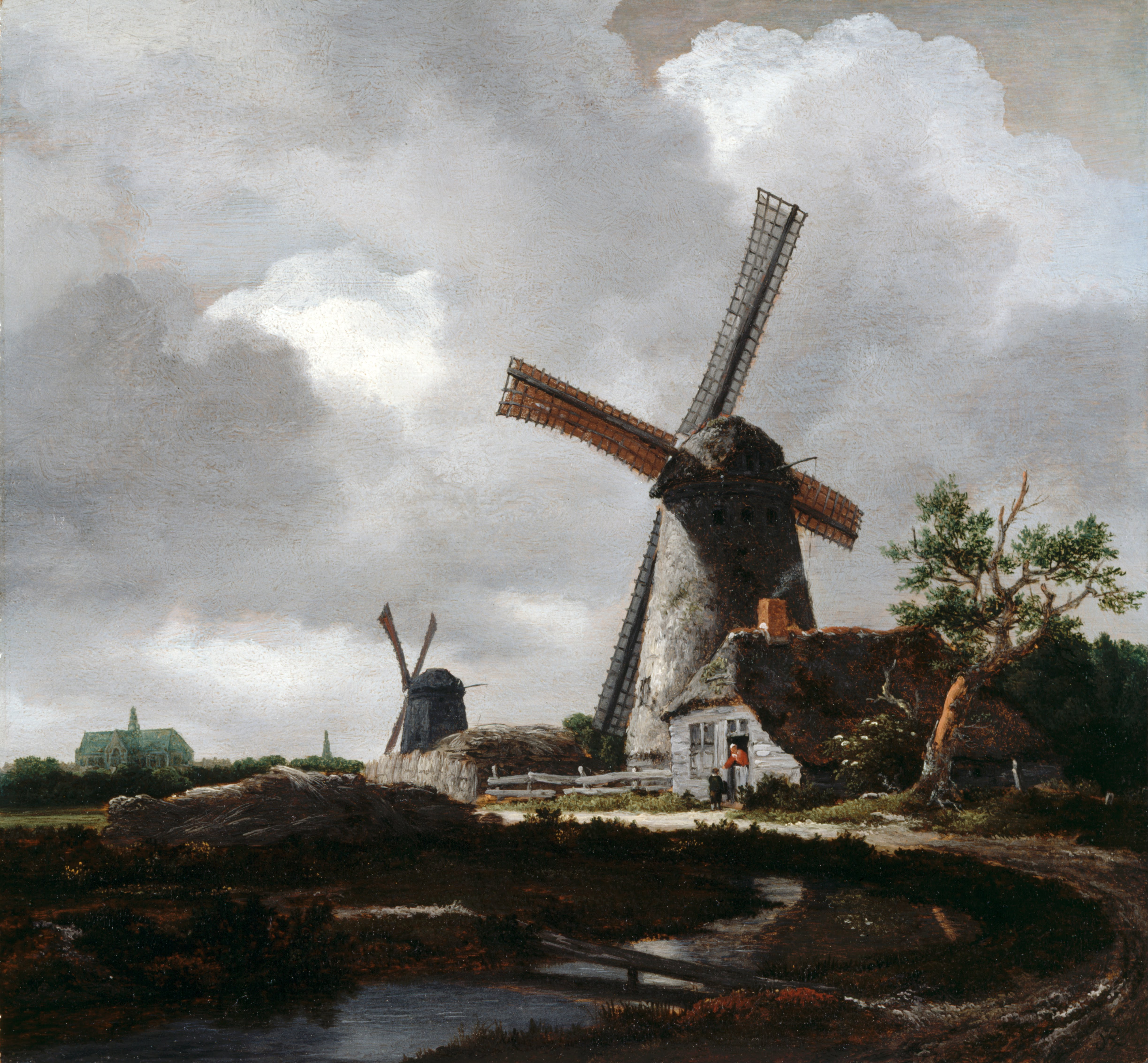
ダリッジ・ピクチャー・ギャラリー蔵
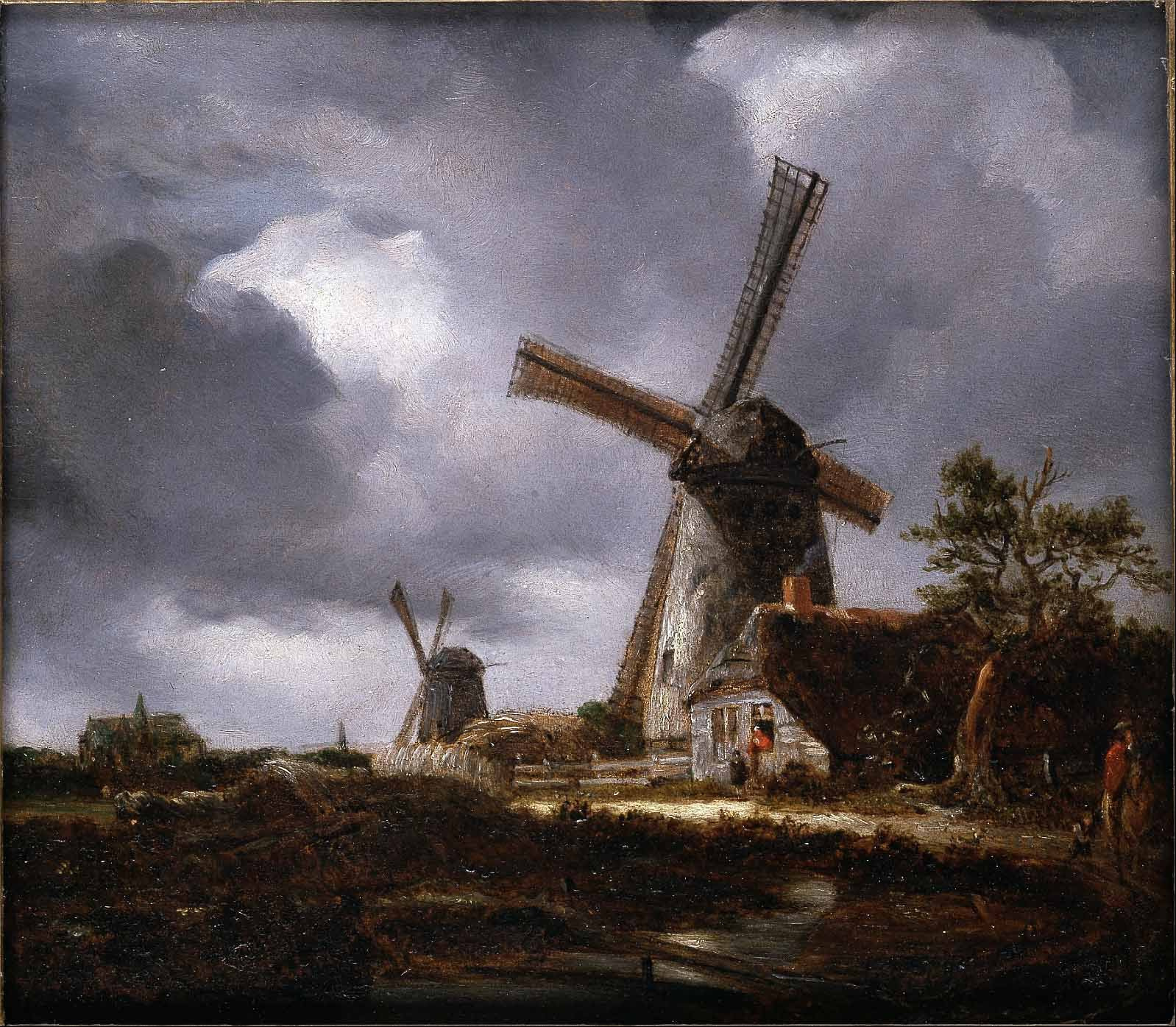
コンスタブルによる複製